# L-band (NATO)
L-bandet är en föråldrad beteckning för radiofrekvenser från 40 till 60 GHz (ekvivalent med våglängder mellan 7,5 och 5 mm) som framförallt användes under den kalla krigsperioden. Sedan 1992 är frekvenstilldelning och -beteckning reglerad av NATO Joint Civil/Military Frequency Agreement (NJFA). För att identifiera militära radiospektrala krav, exempelvis för planering av krishantering, utbildning, elektronisk krigföring eller i militära operationer, är emellertid detta system fortfarande i bruk.
| NATO-BOKSTAVSBAND     | NATO-BOKSTAVSBAND  | NATO-BOKSTAVSBAND           | NATO-BOKSTAVSBAND | NATO-BOKSTAVSBAND | NATO-BOKSTAVSBAND           | RUNDRADIOBAND              | RUNDRADIOBAND |
| GAMMAL NOMENKLATUR    | GAMMAL NOMENKLATUR |                             | NY NOMENKLATUR    | NY NOMENKLATUR    |                             | RUNDRADIOBAND              | RUNDRADIOBAND |
| BAND                  | FREKVENS (MHz)     |                             | BAND              | FREKVENS (MHz)    |                             | RUNDRADIOBAND              | RUNDRADIOBAND |
|                       |                    |                             |                   |                   |                             |                            |               |
| A                     | 0 – 250            |                             | I                 | 100 – 150         |                             | Band I 47 – 68 MHz (TV)    |               |
| A                     | 0 – 250            | Band II 87,5 – 108 MHz (FM) | I                 | 100 – 150         |                             |                            |               |
| A                     | 0 – 250            | G                           | 150 – 225         |                   | Band III 174 – 230 MHz (TV) |                            |               |
| B                     | 250 – 500          |                             | P                 | 225 – 390         |                             |                            |               |
| C                     | 500 – 1 000        |                             | L                 | 390 – 1 550       |                             | Band IV 470 – 582 MHz (TV) |               |
| C                     | 500 – 1 000        | Band V 582 – 862 MHz (TV)   | L                 | 390 – 1 550       |                             |                            |               |
| D                     | 1 000 – 2 000      |                             | S                 | 1 550 – 3 900     |                             |                            |               |
| E                     | 2 000 – 3 000      |                             | S                 | 1 550 – 3 900     |                             |                            |               |
| F                     | 3 000 – 4 000      |                             | S                 | 1 550 – 3 900     |                             |                            |               |
| G                     | 4 000 – 6 000      |                             | C                 | 3 900 – 6 200     |                             |                            |               |
| H                     | 6 000 – 8 000      |                             | X                 | 6 200 – 10 900    |                             |                            |               |
| I                     | 8 000 – 10 000     |                             | X                 | 6 200 – 10 900    |                             |                            |               |
| J                     | 10 000 – 20 000    |                             | Ku                | 10 900 – 20 000   |                             |                            |               |
| K                     | 20 000 – 40 000    |                             | Ka                | 20 000 – 36 000   |                             |                            |               |
| L                     | 40 000 – 60 000    |                             | Q                 | 36 000 – 46 000   |                             |                            |               |
| L                     | 40 000 – 60 000    | V                           | 46 000 – 56 000   |                   |                             |                            |               |
| M                     | 60 000 – 100 000   |                             | W                 | 56 000 – 100 000  |                             |                            |               |
|                       |                    |                             |                   |                   |                             |                            |               |
| USA-MILITÄR / SACLANT |                    |                             |                   |                   |                             |                            |               |
| N                     | 100 000 – 200 000  | 100 000 – 200 000           | 100 000 – 200 000 | 100 000 – 200 000 |                             |                            |               |
| O                     | 100 000 – 200 000  | 100 000 – 200 000           | 100 000 – 200 000 | 100 000 – 200 000 |                             |                            |               |